# Meinradsbrunnen

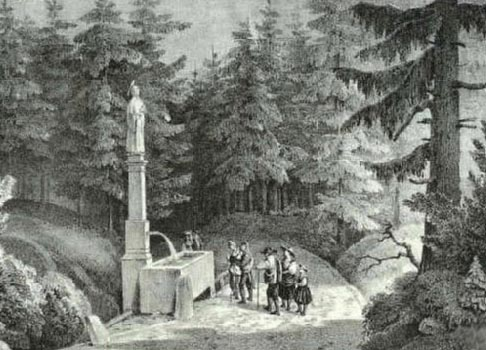
Meinradsbrunnen auf einem Stich aus dem Jahr 1840

Der Meinradsbrunnen liegt an der aus dem 10. Jahrhundert stammenden Etzelstrasse südlich der Ortschaft Pfäffikon SZ unterhalb der Passhöhe des Etzelpasses auf einer Höhe von knapp 950 Metern.
Er ist Meinrad von Einsiedeln, dem Gründer des Klosters Einsiedeln gewidmet.